# Betsy Perk
Christina Elizabeth (Betsy) Perk (Delft, 26 de marzo de 1833 - Nijmegen, 30 de marzo de 1906), fue una autora holandesa de novelas y obras de teatro, y pionera del movimiento de mujeres holandesas.Escribió bajo el seudónimo de Philemon, Liesbeth van Altena y Spirito. Conocida además como miembro fundadora en 1871 de Algemeene Nederlandsche Vrouwenvereeniging Arbeid Adelt ("Asociación General de Mujeres Holandesas 'Labor Ennobles'"), la revista femenina Onze Roeping y la revista semanal para mujeres Ons Streven en 1869, siendo esta última publicación el primer periódico femenino del país. En años posteriores, su influencia y activismo disminuyeron debido a su mala salud, y se centró principalmente en escribir novelas históricas. De 1880 a 1890 vivió en Bélgica.

## Biografía
Perk creció en una familia numerosa y bastante rica, sus padres fueron Adrianus Perk y Lessina Elizabeth Visser. Su padre, comerciante, se casó tres veces y ella fue la tercera hija del segundo matrimonio. Como resultado, Perk tuvo tres hermanos, tres medias hermanas y cinco medios hermanos. Vivió con su madrastra Theodora Veeren hasta 1876. Uno de sus hermanos fue el padre del poeta Jacques Perk.

## Trayectoria profesional

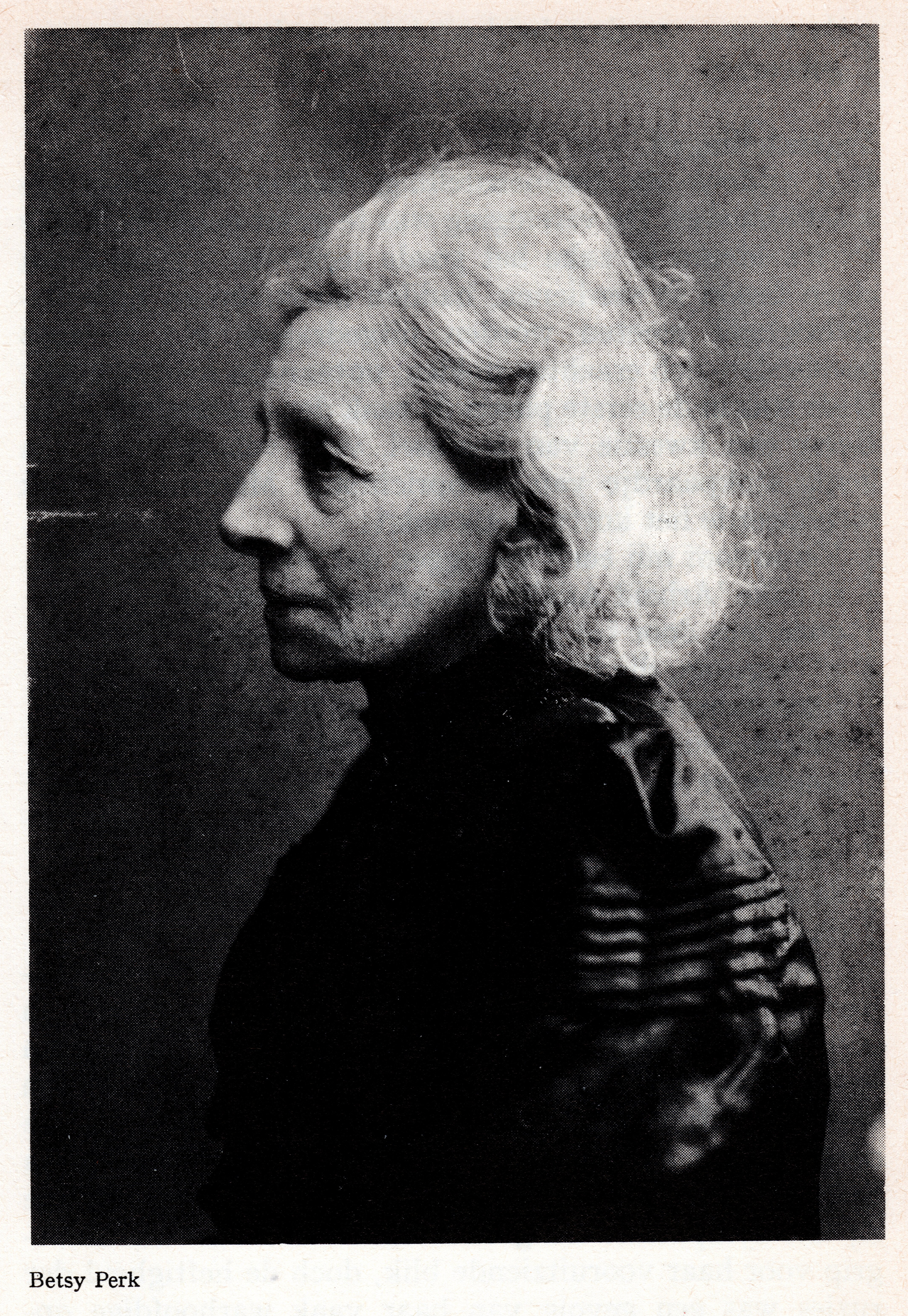
Retrato de Betsy Perk

Desde temprana edad se interesó por la escritura con 19 años publicó algunos cuentos y su primera novela, Een kruis met rozen, se publicó en 1864. Su padre había sido lo suficientemente rico como para enviar a sus hijos a una educación académica, pero no a sus hijas, y en la década de 1860 su vida dio un vuelco: su prometido rompió su compromiso en 1866 y al año siguiente murió su padre. Perk comenzó a publicar artículos feministas, argumentando que los hombres y las mujeres deberían ser valorados por igual, incluso si tenían diferencias biológicas.

En 1870 comenzó Ons Streven ("Nuestro esfuerzo"), el primer periódico femenino del país, pero dejó la revista después de la primera edición porque el editor había colocado a dos editores masculinos en pie de igualdad con ella y temía que la revista publicará anti- artículos emancipatorios. En respuesta, fundó otra revista, Onze Roeping ("Nuestro llamado"), en la que sugirió, entre otras cosas, que el trabajo de las mujeres solteras y casadas promovería el bienestar del país. En 1871, estableció Arbeid Adelt, una asociación de mujeres, de la cual Onze Roeping era el diario oficial, pero rápidamente tuvo una disputa con sus compañeras asociadas: la organización vendía costura de mujeres pobres en bazares y, a diferencia de sus colegas, Perk deseaba los nombres de los creadores. ser conocido: "su ambición era el reconocimiento del trabajo como una forma digna de vida". Varios asociados se separaron y fundaron una organización competidora, y dentro de su propia organización pronto fue apartada. Su último intento de dar a conocer sus ideas y al mismo tiempo ganarse la vida fue en 1873, cuando se convirtió en profesora y se fue de gira con la también feminista Mina Kruseman, y aunque ambas mujeres también publicaron sus ideas en las mismas revistas, la extravagancia de Kruseman fue comparado en la prensa con la modestia de Perk. Cuando terminó la gira, también terminó el trabajo público de Perk en el feminismo. Estos años habían exigido mucho de su débil físico, y se retiró a Valkenburg, donde recorrió la zona a lomos de un burro, y escribió una autobiografía, Mijn ezeltje en ik. Een boek voor vriend en vijand ("Mi burro y yo: un libro para amigos y enemigos", 1874), en el que saldó cuentas con el mundo de la literatura y el feminismo. Sin embargo, estaba claro que pudo haber terminado con el movimiento feminista, pero siguió siendo una firme defensora de la emancipación. Perk había sido una defensora del derecho al voto de las mujeres y en 1894 se unió a la recién fundada Vereeniging voor Vrouwenkiesrecht. 

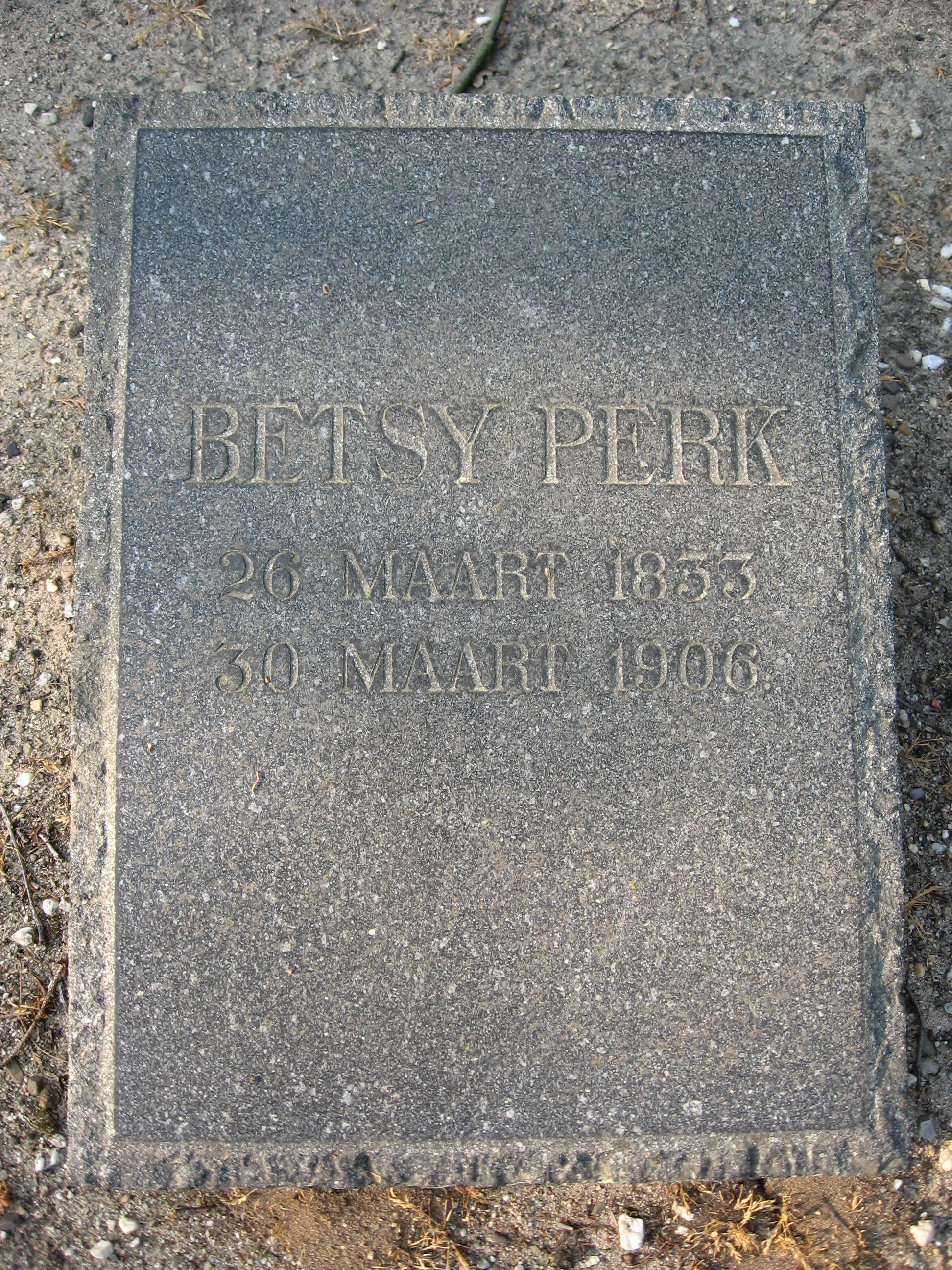
Lápida de Perk

El movimiento de mujeres parecía haberse olvidado de ella: no fue invitada a asistir a la gran Exposición Nacional del Trabajo de la Mujer en 1898. Para entonces, estaba de regreso en los Países Bajos, habiéndose mudado a Arnhem en 1890 y a Nijmegen en 1903. Dedicó sus últimos años al arte.
Está enterrada en el cementerio Rustoord en Nijmegen.

## Publicaciones
- Een kruis met rozen, 1864
- Wenken voor jonge dames ter bevordering van huiselijk geluk, 1868
- Elisabeth van Frankrijk, 1870
- Mijn ezeltje en ik. Een boek voor vriend en vijand, 1874
- De sterren liegen niet!, 1875
- Elisabeth de Jonkvrouw van 't kasteel te Valkenburg. Drama in voetmaat en vijf bedrijven uit 1355, 1878
- Valse schaamte, 1880
- Mejonkvrouw de Laval onder de keizers Alexander I en Nikolaas van Rusland, 1883
- De laatste der Bourgondiërs in Gent en Brugge 1477-1481, 1885
- Yline, prinses Daschkoff-Worenzoff. Uit de geschiedenis van Rusland, in de laatste helft der vorige eeuw, 1885
- Een recruut op Corsica onder luitenant Napoleon Bonaparte, 1887
- De wees van Averilo, 1888
- Kijkjes in België, 1888
- In het paleis der Bourgondiërs te Brussel, 1889
- Kapitein Flahol, 1890
- Een moederhart, 1896
- Jacques Perk, 1902